# تعقیب (فیلم ۱۹۶۶)
تعقیب (انگلیسی: The Chase) یک فیلم درام تکنی‌کالر به کارگردانی آرتور پن محصول سال ۱۹۶۶ است. فیلم به ماجرای فرار از زندان یک متهم‌به‌قتل و رخدادهای پس از آن می‌پردازد. مارلون براندو، جین فوندا و رابرت ردفورد در این فیلم نقش‌آفرینی کرده‌اند.

## بازیگران
- مارلون براندو
- جین فوندا
- رابرت ردفورد
- ای. جی. مارشال
- انجی دیکینسون
- جنیس رول
- میریام هاپکینز
- مارتا هایر
- ریچارد برادفورد
- رابرت دووال
- جیمز فاکس
- هنری هال
- دیانا هایلند
- جاسلین براندو
- بروس کابوت
- کلیفتون جیمز
- ادواردو چانلی
- جیمز اندرسن
- پال ویلیامز
- گریدی ساتن